# Kuřimské Jestřabí
Kuřimské Jestřabí är en ort i Tjeckien.   Den ligger i distriktet Okres Brno-Venkov och regionen Södra Mähren, i den östra delen av landet, 160 km sydost om huvudstaden Prag. Kuřimské Jestřabí ligger 435 meter över havet och antalet invånare är 130.
Terrängen runt Kuřimské Jestřabí är platt åt sydväst, men åt nordost är den kuperad. Terrängen runt Kuřimské Jestřabí sluttar österut. Runt Kuřimské Jestřabí är det ganska tätbefolkat, med 90 invånare per kvadratkilometer. Närmaste större samhälle är Kuřim, 16,6 km öster om Kuřimské Jestřabí. I omgivningarna runt Kuřimské Jestřabí växer i huvudsak blandskog.